# 台湾正名運動
台湾正名運動（たいわんせいめいうんどう）とは、主に台湾の泛緑連盟の政治家やその支持者及び在日台湾人などによって行われている台湾本土化運動の一つ。台湾の公的な場で使用されている「中国、中華（China）」という呼称を「台湾（Taiwan）」へ置き換え、台湾の存在を「中国の一部」から「中国とは別個の地」に代えることを目標としている。但し、ここでの中国、中華は中華人民共和国ではなく1945年以降台湾を実効支配している中華民国（Republic of China）に由来する名称である。特に2002年5月11日に実施された運動は、2002年が運動の啓蒙年であったことから、511台湾正名運動と呼ばれている。

## 正名運動の原点
この運動は、日本政府が中華民国旅券所持者を中国人として扱っている現状に不満を持つ、在日の台湾人（中華民国国民）の間から生じた。
中華人民共和国は台湾に対する領有権を主張しているが、1945年から今日に至るまで、台湾は中華民国の実効統治下に置かれており、かつ中華人民共和国の支配下に置かれたことが一度もないため、多くの台湾住民は自らを「中華人民共和国の国民とは別個の民族・国民である」と認識するに至っている（詳細な調査結果は台湾人#近年の調査にみる台湾人の帰属意識を参照）。一方で台湾に実質移転した中華民国は現在に至るまで公式には中国大陸を領土に含むとしているが、民主化を経た1990年代以降は実務的な台湾化が進み、中華民国の指す範囲は中華民国の実質的な支配地域（台湾島及び澎湖・金門・馬祖）とされることが多い。
日本では、1972年の日中国交正常化にともない中華民国と断交・国家承認取り消しをしたが、その後も中華民国人が日本に入国する際に国籍を「中華民国」あるいは「台湾」として申請しても、入国管理局官吏によって「中国（台湾）」という表記区分で登録・管理されるようになっていた。台湾独立運動を「中華人民共和国からの独立」と誤解する者が少なくないが、本来は台湾の中華民国から独立、台湾化、さらには中華人民共和国と混同されることを避けるための運動である。
1912年に中国大陸で誕生した中華民国は、当初は中国の唯一の合法的政府であった。なお当時、台湾は日本の領土であった。第二次世界大戦後、ポツダム宣言により敗戦国日本は台湾を放棄し、台湾は中華民国の統治下に入った。その後中華民国は国共内戦に実質的に敗北、中国大陸には中華人民共和国が成立し、1949年に中華民国は陸部の領土奪還（大陸反攻）を目指す拠点として台北を臨時首都として定める。その後大陸では名実ともに中華人民共和国が正統政府となるが、自らが中国の正統政府を自任する中華民国は台湾地区に移転してもなお「中国」、「中華」、「China」の名称を台湾で使用し続けた。2000年代に入り中華人民共和国の経済力が中華民国を上回ると、中華民国（中国）と名乗る台湾が中華人民共和国と誤認される弊害が見られるようになった（二つの中国）。
このような日本政府・社会における台湾の扱いに対し、1990年代になると在日台湾人の間で徐々に疑問や不満が生じるようになった。その背景として、1990年代に入って李登輝総統が政治の民主化を推進すると共に、中華民国を中華人民共和国とは別個の国であるという「二国論」を展開するようになったことで、台湾人の間に台湾人としてのアイデンティティーが徐々に育まれていったことが挙げられる。これを受けて在日台湾人の間では日本政府の国籍の扱いを「中国人」から「台湾人」へと変更させようという主張が台頭するようになり、2001年からは実際に日本政府に対する抗議運動が行なわれるようになった。これが、現在の台湾正名運動の原点である。

## 中華民国の正統性と日本
台湾正名運動は、当初は日本政府が行なう台湾人の国籍取り扱いにおける不行き届きを修正する運動であった。だが運動が進むにつれて、日本政府が行なう台湾人の国籍取り扱いは、台湾の統治国家である中華民国の正統性が問われる問題であることが判明した。
元来、中華民国は中国大陸を統治する「中国 (China) の国家」として建国された国家であり、1948年成立の中華民国政府も自国を「中国の国家」として自認していた。だが、国共内戦によって中国大陸に中華人民共和国が建国され、中華民国の統治区域がほぼ台湾のみに限定されるようになると、国際社会における中華民国の「中国の国家」としての正統性は危ういものとなり、1971年には、国際連合によるアルバニア決議で「中国の国家」としての正統性を否定された。中華民国は大多数の国から「中国の国家」としての承認を失ったが、今日に至るまで「中国の国家」としての正統性を自認し続けている（詳細は中華民国の政治を参照）。
日本における台湾人の国籍取り扱い問題も、その由来は中華民国の「中国の国家」としての正統性にある。中華人民共和国建国後も、日本は中華民国の「中国の国家」としての正統性を承認し続け、台湾人を含む中華民国国民のことを「中国人」として出入国管理を行っていた。1972年の日中国交正常化以降、日本は中華民国の「中国の国家」としての正統性を承認しなくなり、以後公式には中華民国を国家として扱わなくなった。これは「日中平和友好条約」において、日本国は中華人民共和国を唯一の「中国の国家」として待遇せねばならない、と取り決められたためである。
これにより、日本における出入国管理上の「中国人」は中華民国国民から中華人民共和国国民へと変更されたが、その際に日本政府は「台湾は中華人民共和国の一部」であると中華人民共和国が主張したことと、中華民国が依然「中国の国家」としての正統性を自認し続けていたことから、中華民国国民という「中国人」として扱われていた台湾人はそのまま「中国人」の一部として出入国管理上扱われることとなった。一方で出入国管理上、中華人民共和国と中華民国（台湾）を区別する必要から両国民は「中国」（中華人民共和国）、「中国（台湾）」（中華民国）と区別されていた。
台湾人が「中国人」として扱われるようになったのは、台湾がカイロ宣言に基づき、終戦後の中華民国による進駐に伴い事実上の「中国領」となったため、当時台湾にいた日本人は日本本土へ帰ることができたが、台湾住民（本島人）は日本国籍を自動的に剥奪され、中華民国籍となったことに始まる。

## 正名運動の進捗と運動の内容
以上のような背景が判明したため、日本における台湾人の国籍取り扱いを変更させることを目的としていた正名運動は、徐々に「中国の国家」という中華民国の正統性を問う運動へと発展していった。それと共に、正名運動は李登輝の政治の「台湾本土化」政策によって「台湾人」としてのアイデンティティーが構成されつつあった台湾にも伝播し、李登輝の後を継いだ泛緑連盟の構成員も運動に主動的な役割を果たすようになった。このような動きを象徴したのが2002年5月11日に台湾で実施された511台湾正名運動である。
現在、正名運動は中華民国を「中国の国家」から「台湾の国家」へ再編成することを目指しており、具体的にはおよそ以下のような事項の達成を目標としている。
- 中華人民共和国も含めた世界各国の政府とその国民に、台湾の住民を「台湾人」と呼ばせることで「中国人」と区別させる。
- 中華民国教育部の（日本の文部科学省に相当）に、台湾を主体とする学校教科書を改めて制定させ、台湾にアイデンティティーを持ち、台湾人であることに誇りを持つような次世代教育を行なわせる。
- 台湾において、企業や団体名などに多く使われている「中華」や「中国」 (China) を、可能な限り「台湾」に変更する。特に、中華航空をはじめとする国営・準公営企業には率先して「中華」「中国」の冠称を除去させる。
- すでに存在している会社・団体名の名称から、「中国」「中華」 (China) を期限内に除去する立法を成立させる。
- 憲法をはじめとする国家体制を、中国大陸再統一重視から、政府が実際に統治している台湾に根ざした現実路線に変更する。
- 外国駐在の台北経済文化代表処（大使館・領事館に相当し、国交のない国で事実上外交使節団の役割を担う民間機関）の名称に「Taiwan」を冠し、同時に「Taiwan」の名で国際連合やその他の国際組織への加入を申請することで台湾の主権を回復する。
- 国号（国名）を、現在の「中華民国 (Republic of China) 」から、「台湾共和国 (Republic of Taiwan) 」に変更する。
- 世界各国において、台湾住民のパスポートの国籍欄が「台湾」で通用するようにする。

## 正名運動の現状と問題点

「TAIWAN」の表記が付加されたパスポート

### 現状
2007年2月までに、主に以下のような影響を及ぼしている（詳細については中華民国を参照）。
- 正名運動以前の1996年、陳水扁台北市長（当時）が総統府と旧中国国民党本部を結ぶ「介寿路」を「凱達格蘭（ケタガラン）大道」に改名した。「介寿」とは「蔣介石の長寿を願う」との意味である。
- 2003年より中華民国のパスポート表紙に「TAIWAN」を付記。
- 2003年より小・中学生向けの国定教科書において、首都が台北にあることを表記（なお、正名運動に先駆けて、1997年からは台湾の地歴・公民を扱った中学生向けの教科書「認識台湾」が使用されている）。
- 2004年には、政府が官製の全国地図である「中華民国全図」に実際に政府が統治していない中国大陸を記載しないことを決定。
- 2005年7月30日、総統府がWebサイト上での呼称を、「中華民国（台湾）総統府」に変更した。その後、他の官庁もこれに従っている。
- 総統府は、その建物の名称を「介寿館」から「総統府」に改名。
- 2006年9月6日、中正国際空港を台湾桃園国際空港に改称。行政院の決定による。「中正」とは蔣介石の名である。
- 2007年2月12日、台湾の郵便事業を行う中華郵政 (CHUNGHWA POST) を台湾郵政 (TAIWAN POST) に改称、切手等に記載されている「中華民国」の文字も順次「台湾」に変更される（ただし2008年8月1日、元の中華郵政に再度変更）。また同時に「中国造船」「中国石油」もそれぞれ「台湾国際造船」「台湾中油」に改称。
- 2007年、中正紀念堂を台湾民主紀念館に改める。蔣介石の銅像が覆い隠され、衛兵の配備も廃止された（こちらも現在は元の中正紀念堂に戻り、衛兵配備も復活した）。
- 2008年5月30日、日本の東京都が住民基本台帳の転出入地欄に「台湾」表記を認める通知を各区市町村に出した[1]。
- 2012年7月9日、日本の改正出入国管理及び難民認定法の施行に伴い在留カード制度を導入。新制度より国籍欄が国籍・地域欄に改められ、中華民国国籍保有者は「台湾」と表記されるようになった[2]。
- また、正名運動の支持者達は将来的に以下の事項の実現を目指している。
  - 中華民国の対外的な略称をROC（Republic Of Chinaの略）からTaiwanへ変更。
  - 中華民国におけるモンゴル国（外蒙古）の扱い（詳細は中華民国の政治#対蒙関係を参照のこと）

### 問題点
一方で、正名運動は中華民国（台湾）の国内外で様々な問題を生み出している。
国外では、「台湾は中華人民共和国の一部（一つの中国）」と主張する中華人民共和国政府が、台湾の正名運動を「台湾独立を促す動き」と捉え、警戒している。そのため、事ある毎に台湾への武力行使（台湾有事）をちらつかせながら、陰に陽に正名運動の展開を妨害している（台湾問題）。また、台湾関係法を制定しているアメリカ合衆国も、台湾有事回避のために「一つの中国」という台湾問題の原則を支持しており、中華民国政府が正名運動を展開することに難色を示している。一方で中華民国にもいまだに大陸反攻を主張する人がいる。
国内では、中華民国を「中国の国家」として存続させようとする勢力（泛藍連盟）が存在しており、正名運動に対する反対運動を行なっている。また、運動を推進する泛緑連盟も、メンバーの陳水扁が総統（国家元首）職に就いてた時も、泛藍連盟との激しい対立やアメリカとの決裂を招くために、総統選挙で公約とした「台湾正名運動」の全面的な実現はできていない。そのため、台湾の漫画家である彭永成は、陳水扁らが唱える「正名運動」を「阿Q（阿Q正伝の主人公）の精神勝利法」に例え、批判している。
離島である金門県は行政区が福建省、地理的に台湾本土ではなく中国本土に属する、言語は台湾語ではなく中国大陸に近い、歴史的に一貫して中華民国の領土であり続けた等のことから国名を台湾にする台湾正名運動に対する反発が強い。
また仮に変更した場合に起こる問題としてオリンピックのチャイニーズタイペイの問題がある。中華民国はオリンピックに出場する際チャイニーズタイペイの名称を使う協定を国際オリンピック委員会と結んでいるため、自分達が勝手に名称を台湾に変更した場合、オリンピックへの出場が認められない。この件では住民投票が行われ100万票の差をつけてチャイニーズタイペイの使用が続くこととなった。
このような国内外の理由から、現在の台湾では正名運動に対する世論の評価がほぼ二分されており、正名運動の展開はなかなか進まないでいるのが現状である。

## 運動推進者
台湾正名運動は、日本で活動する台湾独立運動家の林建良が発起人である。なお、現在正名運動にかかわっている台湾の著名人には、元中華民国総統府国策顧問の金美齢がいる。